# Yves Leclair
Pour les articles homonymes, voir Leclair.
Yves Leclair est un écrivain, essayiste et poète français, né à Martigné-Briand en Maine-et-Loire, le 13 octobre 1954.

## Biographie
Issu de parents instituteurs, après des études de musique et de lettres (doctorat de littérature française sous la direction de Pierre Brunel et de Jean-Pierre Richard à la Sorbonne en 1982), puis sa rencontre avec Yves Bonnefoy en 1975, Yves Leclair s'est tourné vers la création littéraire. Dès 1978, il collabore régulièrement à la revue L’École des Lettres (éd. L’École des loisirs), puis, à compter de 1988, à La Nouvelle Revue française où Jacques Réda commence à publier ses poèmes, ses essais, ses notes de lecture et ses chroniques.
Écrivain, Yves Leclair a publié des journaux poétiques, des récits et des essais, notamment aux éditions du Mercure de France, de la Table Ronde et Gallimard. Il a traduit les troubadours (Jaufre Rudel, Peire Cardenal, Cercamon) ; il est l'auteur d'anthologies (Léon Bloy, Charles Baudelaire, Gustave Flaubert, Paul Valéry, Jules Renard). Le poète et essayiste participe à de nombreuses revues : Critique, Europe, Études , etc. ainsi qu'à différents ouvrages (Encyclopædia Universalis, etc.). Il a été professeur de lettres à Saumur et artiste associé au "Dôme".
Yves Leclair a reçu le prix 2009 de poésie de l'Académie littéraire de Bretagne et des Pays de la Loire, pour l'ensemble de son œuvre. Le prix Alain-Bosquet 2014 lui a été décerné pour le cinquième tome de son journal poétique Cours s'il pleut (Gallimard, 2014), et l'ensemble de son œuvre.

## Publications

### Poésie
- L’Or du commun, Mercure de France, 1993 (OCLC 28420795).
- Bouts du monde, Mercure de France, 1997 [8] (OCLC 36893146).
- Notes d’un moyen ermite, avec des aquarelles de Chan Ky-Yut, Lyric éditions, Gloucester (Canada), 2000.
- Six hands amongst the clouds, avec des aquarelles de Chan Ky-Yut, trad. M. Bishop, Lyric éditions, Gloucester (Canada), 2000.
- Prendre l’air, Mercure de France, 2001 (OCLC 46935308).
- À la Turque, éd. Le Petit Poëte illustré, Paris, 2001.
- « Yves Leclair » in Poètes pour le temps présent, Folio Junior, Gallimard Jeunesse, 2003.
- Le Voyageur sans titre, éd. Librairie la Brèche, 2005  (ISBN 978-2912753205)
- L’Antique Lumière d’Eden, avec des peintures de Geneviève Besse, éd. Rencontres, 2007.
- Les Citronniers, avec des peintures de Gauvin, éd. Rencontres, 2007.
- Avec vues imprenables, avec des peintures de Joël Leick, éd. Rencontres, 2007.
- Suite du voyageur sans titre, Librairie la Brèche éditions, 2008  (ISBN 978-2-912753-30-4) [9]
- Nouvelle vue imprenable, collection Médaillons, avec des peintures de Joël Leick, éd. Le Livre pauvre, 2009.
- Secret muezzin, avec des peintures de Mehdi Qotbi, éd. Rencontres, 2009.
- Chansons pour un amour lointain de Jaufre Rudel, traduction et adaptation d'Yves Leclair, édition bilingue (occitan-français), présentation, texte occitan et dossier établis par Roy Rosenstein, coll. Littérature occitane "Troubadours", éditions Fédérop, Bergerac, 2011, rééd..2012  (ISBN 978-2-85792-200-1), rééd. 2019.
- Le Journal d'Ithaque, éd. La Part commune, Rennes, 2012  (ISBN 978-2-84418-242-5)[5]
- Corps glorieux, éd. Points de suspension (.../ 3), Caen, mars 2014.
- Cours s'il pleut, collection Blanche, Gallimard, Paris, 2014  (ISBN 978-2-07-014272-9)[10].
- L'autre vie, collection Blanche, Gallimard, Paris, 2019 [11]  (ISBN 978-2-07-280327-7).
- Dans la nef des fous, Chansons et sirventès de Peire Cardenal, présentation, traduction et commentaires, édition bilingue (occitan-français), coll. Littérature occitane "Troubadours", éditions Fédérop, Gardonne, 2020  (ISBN 978-2-85792-246-9)
- Haïkus du Japon ancien et moderne, précédés de Le petit Grillon de Bashô, éditions unicité, 2021,146p.  (ISBN 978-2-37355-548-6)
- Miniatures, collection Parlant seul, éd. L’Étoile des limites, 2023  (ISBN 978-2-905573-31-5)[12],[13]
- Cherche monde, Chansons de Cercamon, Littérature occitane "Troubadours", collection fédérop, Pierre Mainard éditeur, 2023  (ISBN 978-2-913-751-87-3)
- Un Monument, avec des peintures de Leo Verle, Le Livre Riche, 2024
- Miniature (Martigues), poème sur carte postale, éd. Collodion, 2024
- Le Parchemin enluminé, collection Blanche, Gallimard, Paris, 2024[14]  (ISBN 978-2-07-303560-8)

### Récits
- La Petite Route du col, éd. L’Étoile des limites, 1997 (OCLC 63615881)
- Bourg perdu, avec des illustrations de Philippe Marie, éd. Rencontres, 1999.
- Job et les créatures, avec des illustrations de Nicolas Jolivot, éd.Cheminements, 2001.
- Manuel de contemplation en montagne, coll. Chemins de la Sagesse, éd. de la Table Ronde, 2005. Réédition 2006 (OCLC 62418089).
- Bâtons de randonnées, éditions de la Table Ronde, 2007[15] (OCLC 152504999).
- Orient intime, collection l'Arpenteur, Gallimard, 2010  (ISBN 978-2-07-012938-6).
- Voie de disparition (exercices de taologie no 1), Librairie la Brèche éditions, Vichy, 2014  (ISBN 978-2-912753-41-0).
- La Petite Route du col, suivi de Vues des guides et porteurs au-dessus du précipice, collection Le lieu et la formule, éd. L’Étoile des limites, 2023  (ISBN 978-2-905573-30-8)
- Le Village de l'idiot, avec un frontispice de Keiji Horibé, Pierre Mainard, 2024[16]  (ISBN 978-2-913751-92-7)

### Essais
- En pensant à Pierre-Albert Jourdan, éd. Librairie la Brèche, 1994.
- Bonnes compagnies, essais, éd. Le Temps qu’il fait, 1998 (OCLC 40503390).
- Guy Goffette, sans légende, monographie, coll. L’œuvre en lumière, éditions Luce Wilquin (Avin, Belgique), 2012  (ISBN 978-2-88253-454-5) [5],[17]
- Ainsi parlait Léon Bloy, dits et maximes de vie choisis et présentés par Yves Leclair, Arfuyen, 2017, rééd. 2018  (ISBN 978-2-845-90254-1)
- Ainsi parlait Charles Baudelaire, dits et maximes de vie choisis et présentés par Yves Leclair, Arfuyen, 2018  (ISBN 978-2-845-90271-8)
- Pierre-Albert Jourdan : écrire comme on tire à l'arc, coll. L'Atelier céleste, éditions L'Étoile des limites, Fourmagnac, 2018[18]  (ISBN 978-2-905573-18-6)
- Ainsi parlait Gustave Flaubert, dits et maximes choisis et présentés par Yves Leclair, Arfuyen, 2019  (ISBN 978-2-845-90285-5)
- Ainsi parlait Paul Valéry, dits et maximes choisis et présentés par Yves Leclair, Arfuyen, 2021  (ISBN 978-2-845-90312-8)
- Ainsi parlait Jules Renard, dits et maximes choisis et présentés par Yves Leclair, Arfuyen, 2024[19]  (ISBN 978-2-845-90371-5)

### Direction de cahiers d'hommages et d'études
- Pierre-Albert Jourdan, cahier d’hommages, Thierry Bouchard éditeur, 1984.
- Pierre-Albert Jourdan, éd. Le Temps qu’il fait, 1998.
- Pierre-Albert Jourdan, Europe, mars 2007.
- Michel Jourdan (écrivain français né en 1947), Europe, janvier-février 2009.
- Kenneth White, Europe, juin-juillet 2010.
- Paul de Roux, Europe, octobre 2011.

### Édition d'œuvres
- Histoire de Matt, ours bilingue de Pierre-Albert Jourdan, avec des illustrations de Bernard Jeunet et une présentation d'Yves Leclair, coll. Neuf, L'École des loisirs, 1987.
- Les Sandales de paille de Pierre-Albert Jourdan, édition et notes établies par Yves Leclair, préface de Yves Bonnefoy, Mercure de France, 1987
- Le Bonjour et l'adieu  de Pierre-Albert Jourdan, édition et notes établies par Yves Leclair, préface de Philippe Jaccottet, Mercure de France, 1991
- Les Amours jaunes de Tristan Corbière, édition, notes et postface d'Yves Leclair, l'école des lettres /Seuil, 1992  (ISBN 2-02-019059-1)

### CD
- Wang Wei, l’Homme de la montagne vide, Radio France, 2005.
- Yves Leclair, Radio France, 2006.